# Allium retrorsum
Allium retrorsum är en amaryllisväxtart som först beskrevs av Neriman Özhatay och Fania Weissmann- Kollmann, och fick sitt nu gällande namn av Brullo, Guglielmo, Pavone och S. Allium retrorsum ingår i släktet lökar, och familjen amaryllisväxter. Inga underarter finns listade i Catalogue of Life.